# Социален уеб
Социален уеб е специфичен термин за World Wide Web като вид социална медиа. Използва се, за да опише как хората общуват или взаимодействат помежду си чрез уеб. Терминът социален уеб се отнася най-вече до социални мрежи, напр. MySpace и сайтовете за споделяне на съдържание (които също предлагат функционалности от социалните мрежи) в Web 2.0.
Тези социални сайтове се изграждат най-вече около връзките на хора с общи интереси, но съществуват няколко теории, които уточняват как точно работи това. Например има сайтове, които са „с фокус към хората“, PalBlast, Bebo, Facebook и Myspace, които са фокусирани към социалното взаимодействие – те изискват потребителите да създадат своя онлайн самоличност (и профил). Съществува и социализиране в уеб, което се определя като „с фокус към хоби“. Например ако потребител се интересува от фотография и иска да споделя за интереса си с други потребители със сходен интерес, налични са фотографски сайтове като Flickr, Kodak Gallery и Photobucket.
Често, когато се говори за социален уеб, се споменава и за колективен интелект. Колективният интелект описва феномена за интернет потребители, които се събират, споделят съдържание, за да създадат нещо значително и голямо, непосилно за сам човек. Често това се нарича и Мъдростта на тълпите. Уикипедия е пример за това.

## Социалният уеб като текущо описание
Социалният уеб може да бъде описан като хора, които са взаимосвързани и взаимодействащи си чрез разговори или участие със съдържанието хора, общуващи чрез Интернет.
Тъй като социалните уеб приложения са изградени да насърчават комуникацията между хората, те обикновено включват комбинация от следните социални атрибути:
- Идентичност: кой си ти?
- Репутация: какво мислят хората за теб?
- Местоположение: къде си?
- Взаимоотношения: с кой си свързан? на кого се доверяваш?
- Групи: как се организираш с хората от социалния ти кръг?
- Разговори: какво обсъждаш с другите?
- Споделяне: какво съдържание споделяш с другите?

Примери за социални приложения: Twitter, Facebook, Jaiku и др.

## Социалният уеб като бъдеща мрежа
Социалният уеб, подобно на днешната World Wide Web, действа като глобална мрежа за споделяне, но вместо да свързва документи, свързва хора, организации и схващания.
За първи път в този контекст терминът е използван през 1998 от Питър Хошка в свое изследване "Изследване CSCW в GMD-FIT: От основен Groupware към социален уеб". Изследването идентифицира 6 основни изследвани теми, свързани със социалния уеб: личното представяне и виртуалните самоличности; разбиране и социална отговорност; изграждане и утвърждаване на политики и правила; самоорганизиране на групи и общности; социално изграждане на общностно познание; софтуери като медиатори в социалните процеси.
През юли 2004 изследването „Социалният уеб: Изграждане на социална мрежа с отворен код чрез XDI“ описва как въвеждането на новия протокол за разпределено посредничество за споделяне и синхронизиране, XDI, може да позволи добавянето на нов слой за доверени приложения за обмен на данни. Ключовите изграждащи блокове за този слой са I-name и I-numbers (на базата на спецификациите OASIS XRI), Dataweb страници и link contracts.
Отворените социални мрежи, които използват FOAF съществуват от 2000 година насам.
Вероятно най-добрата аналогия за социален уеб са глобалните банкови системи и системите за кредитни карти. Тези инфраструктури се развиват така, че да улеснят глобалния обмен на много чувствителен вид данни – пари – чрез осъществяване на общ модел за обмяна сред доверени доставчици на услуги, които са трети страни – банките. Социалният уеб възприема същия подход за обмяна на лична и чувствителна информация чрез изграждане на общи начини за обмяна сред доверени трети страни, доставчици на услуги.
Ранни употреби на термина:
- През 1955 терминът „Социален уеб“ е въведен от Огюст С. Крей в сборник съчинения „История и Социален уеб“, публикуван от университета в Минесота.[6]